# ERG
ERG — итальянская компания, работающая в области возобновляемой энергетики. Штаб-квартира компании находится в Генуе, её контрольный пакет акций принадлежит семье Гарроне (62,5 %).

## История
История компании началась 2 июня 1938 года, когда Эдоардо Гарроне получил лицензию на торговлю нефтепродуктами от властей Генуи. В 1947 году компания открыла в Генуе свой нефтеперерабатывающий завод производительностью 350 т в год. В 1956 году было подписано соглашение с British Petroleum, которая приобрела долю в ERG.
В 1971 году ERG вошла в компанию ISAB (Industria Siciliana Asfalti и Bitumi — сицилийскую компанию по производству асфальта и битума), которая была создана для строительства крупного нефтеперегонного завода на Сицилии, открытого в 1975 году (ISAB в Приоло), его производительность составляла 220 тыс. баррелей в сутки. К 1997 году ERG стала единоличным владельцем завода. В 1980-х годах компания столкнулась с кризисом перепроизводства нефтепродуктов и начала расширять сферу деятельности; в 1985 году была куплена итальянская сеть из 780 автозаправок ELF, а в 1986 году — сеть Chevron из 1700 АЗС. К концу 1980-х годов ERG занимала 5,6 % на рынке розничной торговли нефтепродуктами Италии и 8 % на рынке оптовой торговли.
В 1990-х годах рентабельность нефтепереработки продолжала падать, и руководство компании решило расширить деятельность в производство электроэнергии. В 2000 году рядом с НПЗ на Сицилии была построена электростанция на остаточных продуктах нефтепереработки в партнёрстве с Edison Mission Energy, её установленная мощность составляла 528 МВт. В 2002 году у Eni был куплен НПЗ в том же промышленном регионе на Сицилии, что и ISAB; объединение двух заводов в ERG Raffinerie Mediterranee позволило увеличить эффективность переработки нефти, их общая производительность составляла 18 млн т в год. В октябре 1997 года акции ERG были размещены на Итальянской фондовой бирже. В 2003 году Эдоардо Гарроне, внук основателя, стал председателем совета директоров ERG.
В 2006 году был куплен контрольный пакет акций компании Enertad, которая работала в области возобновляемой энергетики (ветряные электростанции в Италии и Франции). Она была объединена с собственным подразделение по производству электроэнергии в дочернюю компанию ERG Renew. В 2008 году было заключено соглашение с российской компанией «Лукойл», по которому было создано совместное предприятие ISAB S.r.l. (51 % ERG и 49 % «Лукойл»), которому был передан НПЗ ISAB в Приоло. В 2010 году было создано ещё одно совместное предприятие, TotalErg, (51 % ERG и 49 % Total), объединившее сети автозаправок ERG Petroli и Total Italia (в сумме 3300 АЗС, доля на рынке Италии — 12 %). Также в 2010 году у IVPC были куплены две ветряные электростанции, что увеличило суммарную установленную мощность ветрогенераторов компании до 310 МВт. В феврале 2012 года была куплена ветряная электростанция в Болгарии мощностью 40 МВт. В 2013 году ERG окончательно вышла из нефтепереработки, продав свою долю в ISAB, в следующем году «Лукойл» купил также и электростанцию при этом НПЗ.
В 2015 году у E.ON были куплены итальянские гидроэлектростанции общей установленной мощностью 527 МВт. В 2017 году была продана доля в TotalErg, сеть автозаправок купила Gruppo API. В 2018 году компания приобрела 30 фотоэлектрических станций общей мощностью 89 МВт. В 2022 году были проданы гидроэлектростанции.

## Деятельность
Оборот компании за 2023 год составил 741 млн евро, из них 83 % пришлось на ветряные электростанции, а 17 % — на солнечные. Компания ведёт деятельность в Италии (51 % выручки), Франции (17 %), Германии (12 %), странах Восточной Европы (10 %), Великобритании и Скандинавии (7 %), Испании (4 %).